# Ceropegia stenantha
Ceropegia stenantha är en oleanderväxtart som beskrevs av Karl Moritz Schumann. Ceropegia stenantha ingår i släktet Ceropegia och familjen oleanderväxter. Inga underarter finns listade i Catalogue of Life.